# Большой Шелюг (приток Пушмы)
Большой Шелюг — река в России, протекает в Подосиновском районе Кировской области. Устье реки находится в 86 км по левому берегу реки Пушма. Длина реки составляет 22 км.
Исток реки находится на возвышенности Северные Увалы в 8 км к западу от посёлка Альмеж близ границы с Опаринским районом. Генеральное направление течения - север, всё течение проходит по ненаселённому, холмистому лесному массиву. Приток - Олениха (правый). Впадает в Пушму чуть ниже деревни Оладово.

## Данные водного реестра
По данным государственного водного реестра России и геоинформационной системы водохозяйственного районирования территории РФ, подготовленной Федеральным агентством водных ресурсов:
- Бассейновый округ — Двинско-Печорский
- Речной бассейн — Северная Двина
- Речной подбассейн — Малая Северная Двина
- Водохозяйственный участок — Юг
- Код водного объекта — 03020100212103000011382